# Anomastraea irregularis
Espèce
Statut de conservation UICN

 VU A4ce : Vulnérable
Statut CITES
Anomastraea irregularis est une espèce de coraux appartenant à la famille des Coscinaraeidae.